# Jan Tarnowski
Pour les articles homonymes, voir Tarnowski.
Compléments
Jan Amor Tarnowski armoiries Leliwa, né en 1488 à Tarnów et mort le 16 avril 1561 à Wiewiórka, est un homme politique et magnat polonais, chevalier de l'ordre du Saint-Sépulcre, grand hetman de la Couronne (1527), castellan de Cracovie (1536) et fondateur de la ville de Tarnopol (1540).

## Biographie
Fils de Jan Amor Tarnowski (pl), voïvode et castellan de Cracovie et de Barbara née Zawisza (pl), petite-fille du célèbre chevalier Zawisza Czarny, Jan Amor est né au fief familial de Tarnów au sein d'une grande famille. Il a cinq demi-frères et sœurs issus du premier mariage de son père et cinq demi-sœurs du premier mariage de sa mère. 
En raison d'une mauvaise santé, Jan Tarnowski est initialement destiné à devenir prêtre et confié pour l'instruction d'abord au cardinal Fryderyk Jagiellończyk puis, au chancelier de la Couronne et future primat de Pologne Maciej Drzewiecki (pl). Après la mort de son père en 1500, son mentor Drzewiecki convainc la mère de Tarnowski de l'orienter vers une carrière au service de l'Etat. Tarnowski entre à la cour royale à l'âge de douze ans peu de temps avant la mort du monarque Jan Olbracht Jagellon. Il poursuit son service sous le règne d'Aleksander Jagiellończyk, puis celui de Zygmunt Ier. 
La carrière militaire de Jan Tarnowski commence en 1508 avec sa participation à la campagne militaire contre principauté de Moscou. En 1512, il combat les Tatars de Crimée à Wiśniowiec. En 1514, il prend part à une nouvelle campagne militaire contre Moscou et il commande la cavalerie lourde lors de la bataille d'Orcha .

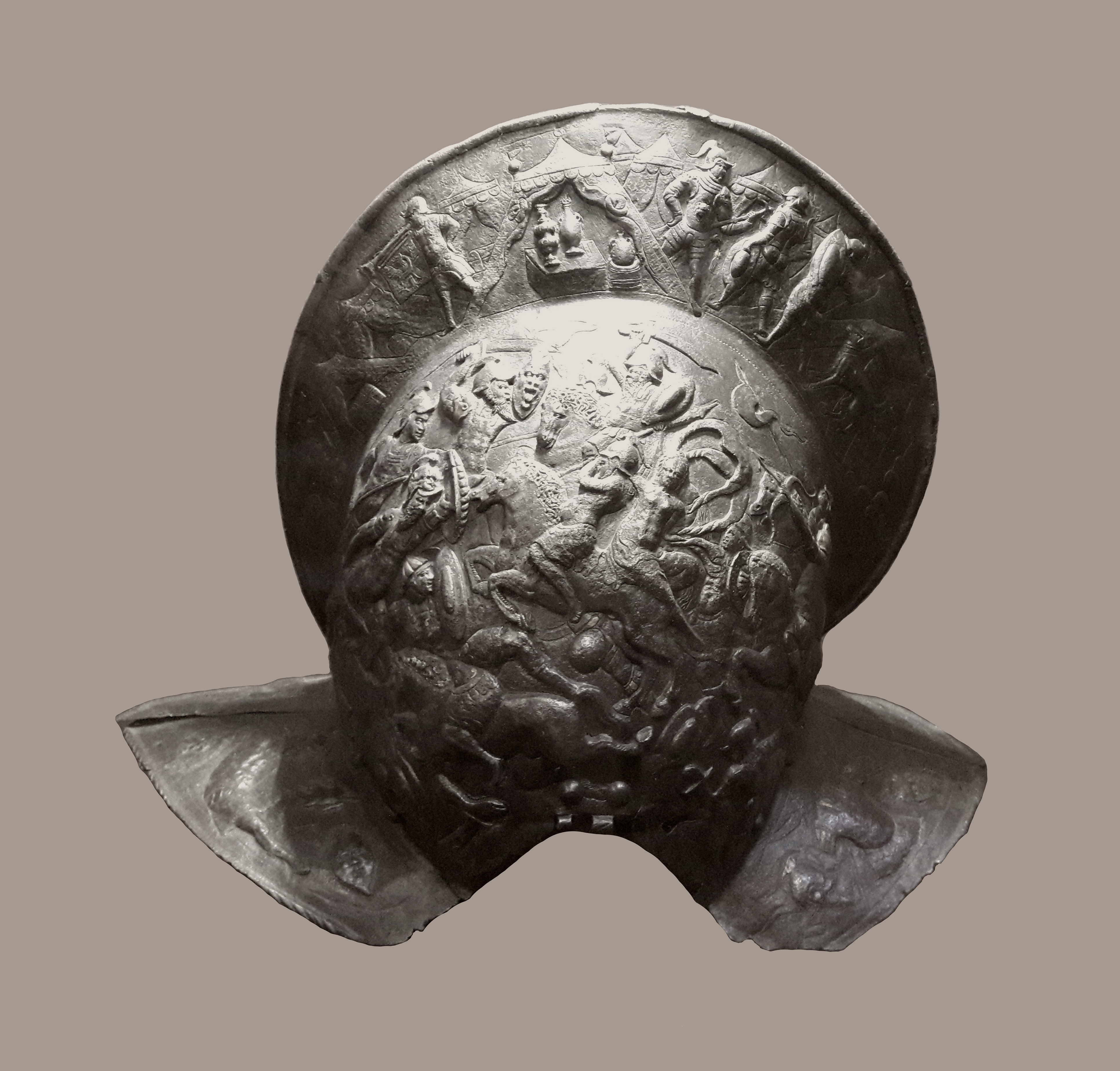
Heaume de Jan Tarnowski offert par le roi Zygmunt Ier

En 1518-1521, Tarnowski effectue un pèlerinage en Terre sainte. Il en profite pour visiter la Syrie, la Palestine, l'Égypte et la Grèce, et sur son chemin du retour : l'Allemagne, l'Angleterre, la France, l'Espagne et le Portugal. Au cours de ce voyage, il est reçu par le pape Léon X à Rome et il est fait chevalier de l'ordre du Saint-Sépulcre à Jérusalem. Le roi du Portugal Manuel Ier le remercie pour sa participation dans les combats contre les Maures en Afrique et le fait chevalier. 
À son retour au pays en 1521, il participe aux guerres austro-turques. Le 6 juin 1522, il est nommé castellan de Wojnicz et le 2 avril 1527, la Diète lui accorde les dignités de voïvode de Ruthénie et de grand hetman de la Couronne.
L'hetman Tarnowski remporte de nombreuses victoires dont celle contre les forces moldaves de Pierre IV Rareș à la bataille d'Obertyn du 22 août 1531. Cette victoire, l'une des plus célèbres du XVIe siècle, confirme la renommée européenne de Jan Tarnowski comme l'un des plus grands commandants de l'époque. L'hetman gagne cette bataille avec six mille hommes contre une armée forte de dix-sept mille soldats. 

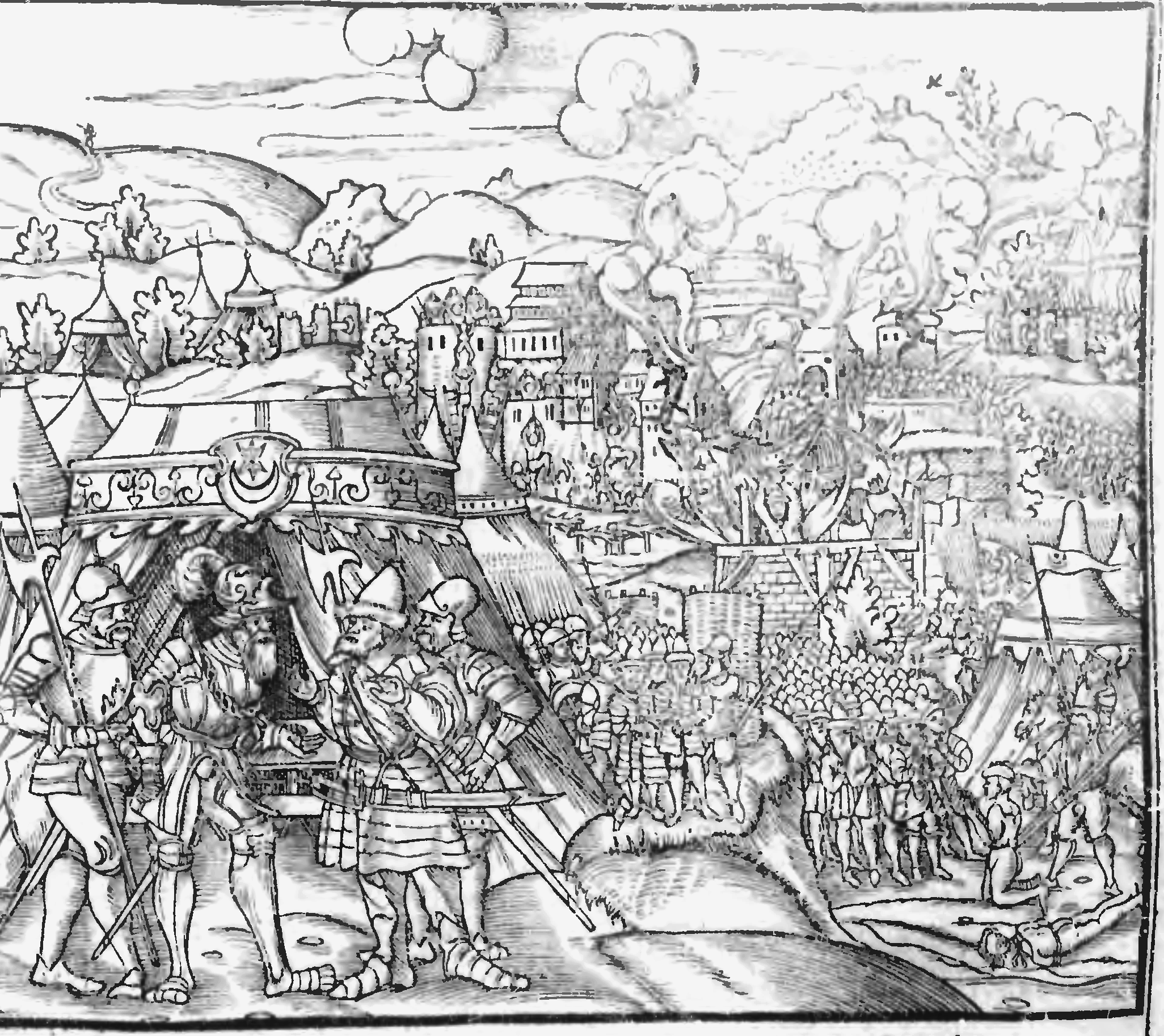
L'Hetman Jan Tarnowski pendant le siège de Starodoub en 1535

En 1535, Tarnowski combat de nouveau les Moscovites et saisit les villes de Homel et de Starodoub. En récompense, le roi Zygmunt le nomme voïvode, puis castellan de Cracovie. Pendant le règne de Zygmunt August, Tarnowski est non seulement le plus haut dignitaire du Sénat polonais, mais aussi le plus important représentant de l'État après le roi.
Le 24 décembre 1547, l'empereur Charles V lui confère le titre héréditaire de comte. 
L'hetman contribue à l'amélioration de l'organisation de l'armée, développe l'artillerie à cheval, les hôpitaux de campagne, les services aux quartiers militaires et les sapeurs. Il prêche aussi pour une doctrine de flexibilité dans le commandement. En 1558, il publie un ouvrage intitulé en latin (mais écrit en polonais) Cosilium rationis belicae (Conseils en affaires de guerre). C'est le manuel militaire polonais le plus remarquable du XVIe siècle.
Craignant l'invasion turque, Tarnowski fortifie les villes. En 1540, il fait bâtir la ville nouvelle de Tarnopol destiné à jouer le rôle de tour de guet de Podolie et de Ruthénie.
À l'époque de l'hetman, son fief de Tarnów, très fortifié, devient l'un des premiers centres d'architecture de la Renaissance en Pologne. Ses fortifications sont alors parmi les plus modernes de l'Europe. Dans son château, Tarnowski reçoit des artistes et amasse une vaste bibliothèque et de nombreuses œuvres d'art. 
Il est l'un des plus grands propriétaires terriens du pays. Il possède cinq villes (Tarnów, Opatów, Przeworsk, Tarnopol et Radenice) et plus de cent vingt villages. Il gère aussi les domaines royaux de : Sandomierz, Lubaczów, Stryj, Dolina, Chmielnik et Myślenice.

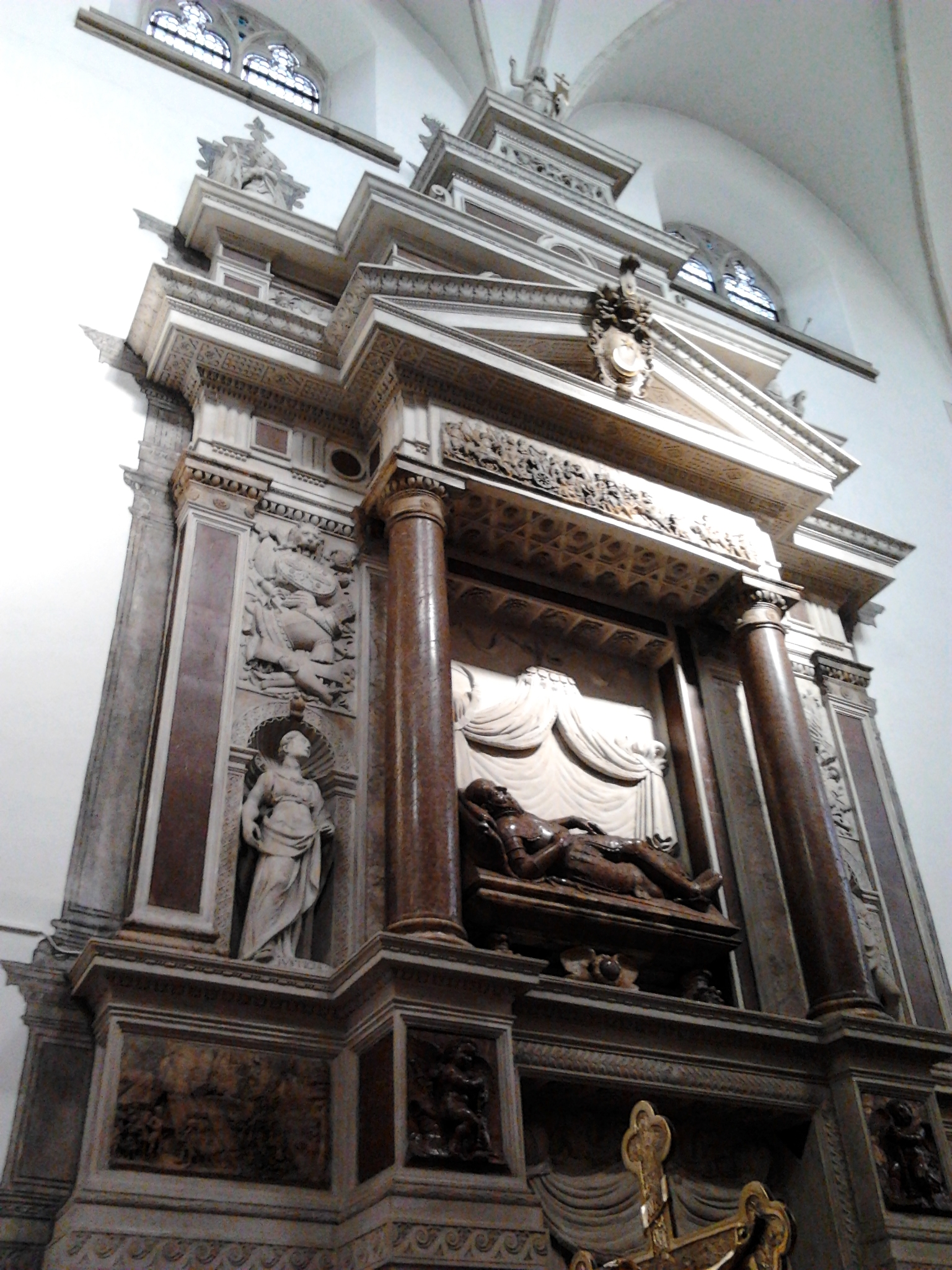
Le monument funéraire de Jan Tarnowski à la Cathédrale de l'Assomption à Tarnów

Jan Tarnowski décède le 16 mai 1561 à l'âge de 73 ans. Il est inhumé dans la crypte de la cathédrale de Tarnów.

## Mariages et descendance
Vers 1511, Jan Tarnowski épouse Barbara de Tęczyn, fille de Mikołaj Tęczyński, voïvode de Ruthénie.
Après sa mort, Tarnowski épouse Zofia née Szydłowiecka. Ils ont quatre enfants : Jan Aleksander, Jan, Zofia (1534–1570), épouse de Konstanty Wasyl Ostrogski et Jan Krzysztof (en) (1537–1567).